# Роза Бонер
Роза Бонер (рођена Мари-Розали Бонер; Бордо, 16. март 1822 — Томери, 25. мај 1899) била је француска уметница позната као сликарка животиња (аnimalière). Радила је и скулптуре у реалистичком стилу. Њене слике укључују Орање у Нивернеу, прво изложену на Париском салону 1848, а сада у Музеју Орсе у Паризу и Сајам коња (на француском: Le marché aux chevaux), која је била изложена на Салону 1853. и сада се налази у Метрополитен музеју уметности у Њујорку.
Тврдило се да је Бонер била отворено лезбијка, јер је са својом партнерком Натали Микас живела преко 40 година до Наталине смрти, након чега је живела са америчком сликарком Аном Елизабет Клумпке. Међутим, ништа не подржава ову тврдњу.

## Рани развој и уметничка обука
Бонерова је рођена 16. марта 1822. у Бордоу, Жиронда, као најстарије дете у породици уметника. Њена мајка је била Софи Бонер (рођена Маркиз), учитељица клавира; умрла је када је Роза имала једанаест година. Њен отац је био Оскар-Рејмонд Бонер, сликар пејзажа и портрета који је подстицао уметничке таленте своје ћерке. Иако јеврејског порекла, породица Бонер се придржавала Сен Симонијанства, хришћанске социјалистичке секте која је промовисала образовање жена поред мушкараца. Браћа и сестре Бонерове су били сликари животиња Огист Бонер и Жилијет Бонер, као и вајар животиња Исидор Жил Бонер. Френсис Галтон је користио Бонерове као пример истоименог „Наследног генија“ у свом есеју из 1869. године.
Бонерова се преселила у Париз 1828. са шест година са својом мајком, браћом и сестрама, након што је њен отац отишао пре њих да тамо нађе пребивалиште и приход. По породичним причама, она је била непослушно дете и било јој је тешко да научи да чита, иако је сатима скицирала оловком на папиру пре него што је научила да говори. Мајка ју је научила да чита и пише тражећи од ње да изабере и нацрта различиту животињу за свако слово абецеде. Своју љубав према цртању животиња уметница је приписала овим лекцијама читања са својом мајком.
У школи је често ометала часове, и више пута је избачена. После неуспешног шегртовања код кројачице са дванаест година, њен отац ју је школовао за сликара. Отац јој је дозволио да се бави сликањем животиња доводећи живе животиње у породични студио ради учења.
Пратећи традиционалну уметничку школу из тог периода, Бонерова је започела своју обуку копирањем слика из књига за цртање и скицирањем гипсаних модела. Како је њена обука напредовала, проучавала је припитомљене животиње, укључујући коње, овце, краве, козе, зечеве и друге животиње на пашњацима око Париза, отвореним пољима Вилијера близу Левалоа-Переа и још увек дивље Булоњске шуме. Са четрнаест година почела је да копира слике у Лувру. Међу њеним омиљеним сликарима били су Никола Пусен и Петер Паул Рубенс, мада је копирала и слике Паулуса Потера, Франса Пурбуса Млађег, Луја Леополда Роберта, Салватореа Розе и Карела Дижардина.
Студирала је животињску анатомију и остеологију у кланицама у Паризу и сецирала животиње на École nationale vétérinaire d'Alfort (Националној ветеринарској школи Алфорт, Националном ветеринарском институту у Паризу. Тамо је припремила детаљне студије које је касније користила као референце за своје слике и скулптуре. Током овог периода, спријатељила се са компаративним анатомима и зоолозима оцем и сином, Етјеном Жофроа Сент Илером и Исидором Жофроа Сент Илером.

## Рани успех
Комисија француске владе довела је до првог великог успеха Бонерове, Орање у Нивернеу, изложеног 1849. године, а сада у Музеју Орсе у Паризу. Њено најпознатије дело, монументални Сајам коња, димензија 2,4 x 4,9 м, завршено је 1855. године. Она приказује пијацу коња која се одржава у Паризу, на boulevard de l'Hôpital са дрворедом, у близини болнице, која је видљива у позадини слике. У Националној галерији у Лондону постоји смањена верзија. Овај рад је довео до међународне славе и признања; те исте године отпутовала је у Шкотску и упознала краљицу Викторију, која се дивила њеном раду. У Шкотској је завршила скице за каснија дела укључујући The Highland Shepherd, завршену 1859, и Highland Raid, завршену 1860. Ова дела су осликавала начин живота у шкотским висоравнима који је нестао век раније.
Бонерова је изложила своје радове у Палати лепих уметности и Женској згради на Светској колумбијској изложби 1893. у Чикагу, у Илиноису. Године 1889. и 1890. развила је пријатељство са америчким вајаром Сајрусом Далином који је студирао у Паризу. Заједно су скицирали животиње и глумачку екипу у емисији Дивљи запад Буфало Била Кодија. Године 1890. Бонерова је насликала Кодија на коњу. Далиново дело из овог периода „Сигнал мира“ такође ће бити приказано у Чикагу 1893. и представљаће први велики корак у његовој каријери.
Иако је била популарнија у Енглеској него у својој родној Француској, одликована је француском Легијом части од стране царице Евгеније 1865. године, а унапређена је у официра Реда 1894. Била је прва уметница којој је додељена ова награда.

## Патронат и тржиште за њен рад
Бонерову је представљао трговац уметнинама Ернест Гамбарт (1814–1902). Године 1855. довео је Бонерову у Уједињено Краљевство и откупио је права на репродукцију њеног дела. Многе гравуре њених дела направљене су од репродукција Чарлса Џорџа Луиса (1808–1880), једног од најбољих гравера тог времена.
Године 1859. њен успех јој је омогућио да се пресели у Замак де Би код Фонтенблоа, недалеко од Париза, где је живела до краја живота. Кућа је сада музеј посвећен њој.

## Лични живот и наслеђе
Жене су се често само нерадо образовале као уметнице у време Бонерове, а поставши тако успешна уметница помогла је да се отворе врата уметницама које су је пратиле.
Бонерова је била позната по томе што је носила мушку одећу; свој избор панталона је приписала њиховој практичности за рад са животињама.
Живела је са својом првом партнерком, Натали Микас, више од 40 година до Наталине смрти, а касније је започела везу са америчком сликарком Аном Елизабет Клумпке. У време када је већина француских званичника сматрала лезбејство животињским и поремећеним, Бонерова је отворено говорила о свом личном животу.
У свету где је родно изражавање било под надзором, Бонерова је прекршила границе одлучивши да носи панталоне, кошуље и кравате, иако не на својим сликаним портретима или позираним фотографијама. Није то урадила зато што је желела да буде мушкарац, иако је повремено говорила о себи у својој породици као унуку или брату; него се поистовећивала са моћи и слободом резервисаним за мушкарце. Такође је емитовала њену сексуалност у време када се лезбејски стереотип састојао од жена које су скратиле косу, носиле панталоне и пушиле. Роза Бонер је радила све те три ствари. Никада није експлицитно рекла да је лезбејка, али њен начин живота и начин на који је говорила о својим партнеркама то сугеришу.
Женама у Француској је до 2013. године технички забрањено да носе панталоне „Уредбом о кросдресингу жена“ која је примењена 17. новембра 1800. године. Барем до Другог светског рата ово је углавном игнорисано, али у време Бонерове је и даље био проблем. Године 1852, Бонерова је морала да тражи дозволу од полиције да носи панталоне, јер је то била њена омиљена одећа за одлазак на пијаце оваца и говеда да проучава животиње које је сликала.
Бонерова је, иако је уживала у активностима које су обично резервисане за мушкарце (као што су лов и пушење), на своју женственост гледала као на нешто далеко супериорније од свега што мушкарац може да понуди или доживи. На мушкарце је гледала као на глупе и споменула је да су једини мушкарци за које је имала времена или пажње били бикови које је сликала.
Пошто је одлучила да никада не постане додатак мушкарцу у погледу сликања, одлучила је да ће бити сама себи шефица и да ће се уместо тога ослонити на себе и своје партнерке. Њене партнерке су се фокусирале на кућни живот, док је она преузела улогу хранитељице концентришући се на своје сликарство. Бонерово наслеђе утрло је пут другим лезбејским уметницима који нису фаворизовали живот који им је друштво поставило.
Бонерова је умрла 25. маја 1899. у 77. години у Томерију (Би), Француска. Сахрањена је заједно са Натали Микас (1824 – 24. јун 1889), њеном доживотном сапутницом, на гробљу Пер Лашез у Паризу. Клумпке је била једини њен наследник након њене смрти, а касније се придружила Микасовој и Бонеровој на истом гробљу након њене смрти. Њихов колективни надгробни споменик гласи: „Пријатељство је божанска наклоност“. Многе њене слике, које раније нису биле јавно приказане, продате су на аукцији у Паризу 1900. године.
Заједно са другим сликарима реалистима 19. века, током већег дела 20. века Бонерова је изашла из моде, а 1978. један критичар је описао Орање у Нивернеу као „потпуно заборављено и ретко извлачено из заборава“; међутим, исте године била је део серије слика које је француска влада послала у Кину на изложбу под називом „Француски пејзаж и сељак, 1820–1905“. Од тада је њена репутација донекле оживела.
Есеј историчарке уметности Линде Нохлин из 1971. Зашто није било великих жена уметница?, који се сматра пионирским есејем за феминистичку историју уметности и феминистичку теорију уметности, садржи одељак о и под називом „Роза Бонер“.
Једно од дела Бонерове, Монарси шуме, продато је на аукцији 2008. за нешто више од 200.000 долара.
Гугл је 16. марта 2022. одао почаст Бонеровој дудл логотипом како би обележио двестогодишњицу њеног рођења. Дудл је стигао у пет земаља: Сједињене Државе, Ирску, Француску, Исланд и Индију.

## Биографска дела
Прва биографија Бонерове објављена је током њеног живота: памфлет који је написао Ежен де Миркур, Les Contemporains: Rosa Bonheur, који се појавио одмах након њеног успеха у Салону са Сајмом коња 1856.
Други извештај написала је Ана Клумпке, пратиља Бонерове у последњој години њеног живота. Биографију Клумпкеове, објављену 1909. као Rosa Bonheur: sa vie, son oeuvre, превела је 1997. Гречен Ван Слике и објављена је као Rosa Bonheur: The Artist's (Auto)biography, названа тако јер је Клумпке писала у првом лицу.
Реминисценције на Розу Бонер, коју је приредио Теодор Стентон (син Елизабет Кејди Стентон), објављене су у Лондону и Њујорку 1910. Укључује бројне преписке између Бонерове и њене породице и пријатеља, у којима она описује своје уметничке праксе.
Књига Жене сликарке света из 1905. (саставио и уредио Волтер Шо Спероу) имала је поднаслов „од времена Катарине Болоњске, 1413–1463, до Розе Бонер и данас“.

## Списак радова
- Орање у Нивернеу, 1849
- Сајам коња, 1852–55
- Кошење сена у Оверњи, 1853-55
- Овчар, 1859
- Породица јелена, 1865
- Changement de pâturages, 1868
- Шпански гоничи мазги прелазе Пиринеје (Muletiers espagnols traversent les Pyrénées), 1875.
- Одбијање телади, 1879
- Штафетни лов, 1887
- Портрет Вилијама Ф. Кодија, 1889
- Монарх стада, 1868

## Галерија
- Changement de pâturages (1863),Hamburger Kunsthalle
- Дневни одмор (1877), Уметничка галерија у Абердину
- Пиринеји (1879), Уметничка галерија у Абердину
- The Charcoal Burners (1853), Уметничка галерија у Абердину
- Јелен (1893), Национална галерија Ирске